# Relient K
Relient K ist eine US-amerikanische, christliche Band aus Ohio, die 1998 gegründet wurde. Der Bandname kommt vom Auto Plymouth Reliant (K Car). Die Band ist stilistisch in den Bereich Fun-Punk bzw. Modern-Rock einzuordnen. Sie entstammt der christlichen Kulturszene in den USA, hat es aber aufgrund von Vertriebsverträgen auch in die kommerzielle Musikszene geschafft. In ihren Texten verarbeiten die Bandmitglieder teilweise ihren christlichen Glauben, vorwiegend jedoch typische Probleme von Teenagern und Jugendlichen.
Im Jahr 2002 tourte die Band mit Bleach, zu der zuvor Relient-K-Schlagzeuger Jared Byers gewechselt war.
Am 22. April 2013 gab der Drummer Ethan Luck per Facebook bekannt, dass er die Band verlassen habe.

## Diskografie

### Studioalben
| Jahr | Titel                                       | Höchstplatzierung, Gesamtwochen, AuszeichnungChartplatzierungen (Jahr, Titel, Platzierungen, Wochen, Auszeichnungen, Anmerkungen) | Höchstplatzierung, Gesamtwochen, AuszeichnungChartplatzierungen (Jahr, Titel, Platzierungen, Wochen, Auszeichnungen, Anmerkungen) | Anmerkungen                                                |
| Jahr | Titel                                       | US | Christ | Anmerkungen                                                |
| ---- | ------------------------------------------- | --- | --- | ---------------------------------------------------------- |
| 1998 | All Work & No Play                          | — | — | Erstveröffentlichung: 20. Juni 1998                        |
| 2000 | Relient K                                   | — | — | Erstveröffentlichung: 25. April 2000                       |
| 2001 | The Anatomy of the Tongue in Cheek          | US158 Gold · (1 Wo.)US | Christ6 (52 Wo.)Christ | Erstveröffentlichung: 28. August 2001 Verkäufe: + 500.000  |
| 2003 | Two Lefts Don’t Make a Right...but Three Do | US38 Gold · (15 Wo.)US | Christ2 (65 Wo.)Christ | Erstveröffentlichung: 11. März 2003 Verkäufe: + 500.000    |
| 2004 | Mmhmm                                       | US15 Gold · (52 Wo.)US | Christ1 (97 Wo.)Christ | Erstveröffentlichung: 2. November 2004 Verkäufe: + 500.000 |
| 2007 | Five Score and Seven Years Ago              | US6 (20 Wo.)US | Christ1 (50 Wo.)Christ | Erstveröffentlichung: 6. März 2007                         |
| 2008 | Let It Snow, Baby... Let It Reindeer        | US96 (8 Wo.)US | Christ5 (15 Wo.)Christ | Erstveröffentlichung: 18. November 2008                    |
| 2009 | Forget and Not Slow Down                    | US15 (5 Wo.)US | Christ1 (18 Wo.)Christ | Erstveröffentlichung: 6. Oktober 2009                      |
| 2013 | Collapsible Lung                            | US16 (2 Wo.)US | Christ2 (6 Wo.)Christ | Erstveröffentlichung: 2. Juli 2013                         |
| 2016 | Air for Free                                | US44 (1 Wo.)US | Christ1 (4 Wo.)Christ | Erstveröffentlichung: 22. Juli 2016                        |

### Kompilationen
| Jahr | Titel                      | Höchstplatzierung, Gesamtwochen, AuszeichnungChartplatzierungen (Jahr, Titel, Platzierungen, Wochen, Auszeichnungen, Anmerkungen) | Höchstplatzierung, Gesamtwochen, AuszeichnungChartplatzierungen (Jahr, Titel, Platzierungen, Wochen, Auszeichnungen, Anmerkungen) | Anmerkungen                           |
| Jahr | Titel                      | US | Christ | Anmerkungen                           |
| ---- | -------------------------- | --- | --- | ------------------------------------- |
| 2008 | The Bird and the Bee Sides | US25 (7 Wo.)US | Christ1 (32 Wo.)Christ | Erstveröffentlichung: 1. Juli 2008    |
| 2011 | Is for Karaoke             | — | Christ35 (1 Wo.)Christ | Erstveröffentlichung: 4. Oktober 2011 |

Weitere Kompilationen
- 2006: Double Take: Relient K
- 2010: The First Three Gears 2000–2003

### Extended Plays
| Jahr | Titel                   | Höchstplatzierung, Gesamtwochen, AuszeichnungChartplatzierungen (Jahr, Titel, Platzierungen, Wochen, Auszeichnungen, Anmerkungen) | Höchstplatzierung, Gesamtwochen, AuszeichnungChartplatzierungen (Jahr, Titel, Platzierungen, Wochen, Auszeichnungen, Anmerkungen) | Anmerkungen                            |
| Jahr | Titel                   | US | Christ | Anmerkungen                            |
| ---- | ----------------------- | --- | --- | -------------------------------------- |
| 2005 | Apathetic EP            | US94 (1 Wo.)US | Christ5 (16 Wo.)Christ | Erstveröffentlichung: 8. November 2005 |
| 2011 | Is for Karaoke EP       | US150 (1 Wo.)US | Christ4 (2 Wo.)Christ | Erstveröffentlichung: 28. Juni 2011    |
| 2011 | Is for Karaoke EP Pt. 2 | — | Christ26 (1 Wo.)Christ | Erstveröffentlichung: 4. Oktober 2011  |

Weitere EPs
- 2000: 2000 A.D.D.
- 2001: The Creepy EP
- 2002: Employee of the Month EP
- 2003: The Vinyl Countdown
- 2003: Deck the Halls, Bruise Your Hand
- 2007: Must Have Done Something Right EP
- 2008: The Nashville Tennis EP
- 2016: The Creepier EP...er
- 2017: Truly Madly Deeply EP

### Singles
| Jahr | Titel Album                                                                 | Höchstplatzierung, Gesamtwochen, AuszeichnungChartplatzierungen (Jahr, Titel, Album, Platzierungen, Wochen, Auszeichnungen, Anmerkungen) | Höchstplatzierung, Gesamtwochen, AuszeichnungChartplatzierungen (Jahr, Titel, Album, Platzierungen, Wochen, Auszeichnungen, Anmerkungen) | Anmerkungen         |
| Jahr | Titel Album                                                                 | US | Christ | Anmerkungen         |
| ---- | --------------------------------------------------------------------------- | --- | --- | ------------------- |
| 2003 | Getting into You Two Lefts Don’t Make a Right...but Three Do                | — | Christ25 (6 Wo.)Christ |                     |
| 2005 | High of 75 Mmhmm                                                            | — | Christ17 (9 Wo.)Christ |                     |
| 2005 | Be My Escape Mmhmm                                                          | US82 Gold · (4 Wo.)US | — | Verkäufe: + 500.000 |
| 2005 | Who I Am Hates Who I’ve Been Mmhmm                                          | US58 Gold · (11 Wo.)US | Christ32 (6 Wo.)Christ | Verkäufe: + 500.000 |
| 2006 | Forgiven Five Score and Seven Years Ago                                     | — | Christ13 (21 Wo.)Christ |                     |
| 2007 | The Best Thing Five Score and Seven Years Ago                               | — | Christ29 (1 Wo.)Christ |                     |
| 2008 | Give Until There’s Nothing Left Five Score and Seven Years Ago              | — | Christ17 (21 Wo.)Christ |                     |
| 2008 | Have Yourself a Merry Little Christmas Let It Snow, Baby... Let It Reindeer | — | Christ11 (2 Wo.)Christ |                     |
| 2009 | Forget and Not Slow Down                                                    | — | Christ37 (14 Wo.)Christ |                     |
| 2010 | Therapy Forget and Not Slow Down                                            | — | Christ46 (4 Wo.)Christ |                     |
| 2016 | Look On Up –                                                                | — | Christ32 (2 Wo.)Christ |                     |

Weitere Singles
- 2006: Must Have Done Something Right
- 2016: Bummin